# Julia Niewiarowska-Brzozowska
Julia Niewiarowska-Brzozowska, née en 1827 à Varsovie et morte en 1891, est une compositrice polonaise de l'époque romantique. 

## Biographie
Julia Niewiarowska-Brzozowska nait en 1827 à Varsovie,. Elle est la sœur de Karol Brzozowski. 
Elle a étudie la musique avec August Freyer à Varsovie,.
Entre 1845 et 1848, elle se produit à Berlin et à Varsovie. 
Après avoir épousé l'écrivain Aleksander Niewiarowski, elle dirige un salon d'art à Varsovie,.
Elle meurt en décembre 1891 à Varsovie, et est enterrée au cimetière de Powązki.

## Œuvres
- Sylfida, sérénade
- Dwa śpiewyn, chant
- Przypomnienie, chant
- Śpiewak w obcej stronie, chant